# La Danse au Moulin-Rouge (Paris)
Pour les articles homonymes, voir La Danse au Moulin-Rouge.
La Danse au Moulin-Rouge – ou La Goulue et Valentin le désossé – est un tableau réalisé en 1895 par le peintre français Henri de Toulouse-Lautrec. D'un format horizontal presque carré, cette huile sur toile est une scène de genre qui figure des danseurs au Moulin-Rouge, à Paris, avec La Goulue et Valentin le Désossé au centre de la composition, Jane Avril apparaissant plus en retrait sur la gauche.
L'œuvre constitue le panneau de gauche d'un diptyque destiné à décorer une baraque à la foire du Trône, l'autre étant La Danse mauresque – ou Les Almées. Elle est conservée depuis 1929 au musée d'Orsay, qui en 1930 l'a reconstituée à partir de fragments acquis séparément.

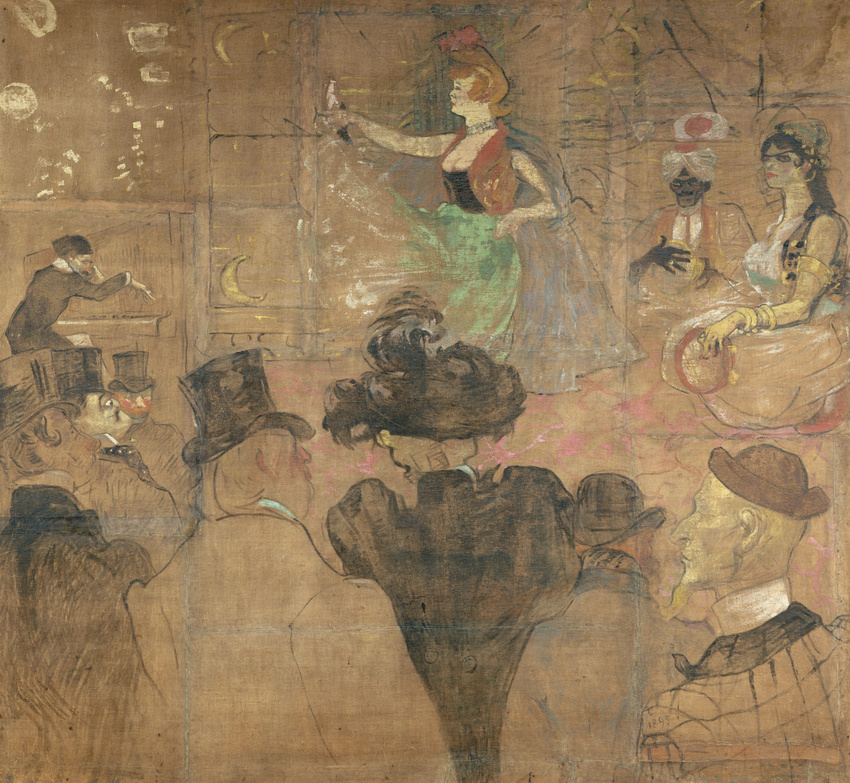
La Danse mauresque, 1895 – Musée d'Orsay, Paris.